# Abbaye de Königsbronn
Le monastère cistercien de Königsbronn (ad fontem regis) est une ancienne abbaye fondée en 1302 par le roi Albert Ier du Saint-Empire dans le lieu-dit Springen de la commune de Königsbronn, aujourd’hui située dans l’arrondissement de Heidenheim de Bade-Wurtemberg en Allemagne. Le monastère est situé à proximité de la source de la Brenz (le Brenztopf).

## Histoire
Fondée par des moines provenant de l’abbaye de Salem, l'abbaye faisait partie de la filiation de l’abbaye de Morimond. Les bâtiments de l’abbaye furent construits à partir de 1310 avec des pierres du château-fort de Herwartstein. Au cours de la Réforme protestante, les moines refusèrent d’adopter la nouvelle foi. Pendant la Seconde guerre des Margraves, le monastère fut brûlé par les troupes d’Albert II Alcibiade de Brandebourg-Kulmbach en 1552, puis supprimé par Ulrich VI de Wurtemberg. En 1556, le duc Christophe de Wurtemberg ordonna la transformation du monastère en école protestante, sous un abbé protestant. L’école ne fut inaugurée qu’en 1595. Pendant la Guerre de Trente Ans, l‘Édit de Restitution prévoyait de rendre le monastère à l'Église catholique, mais finalement devenue partie du Wurtemberg en 1648, l’abbaye demeura protestante sous un abbé protestant, jusqu’en 1806.

## Description des lieux

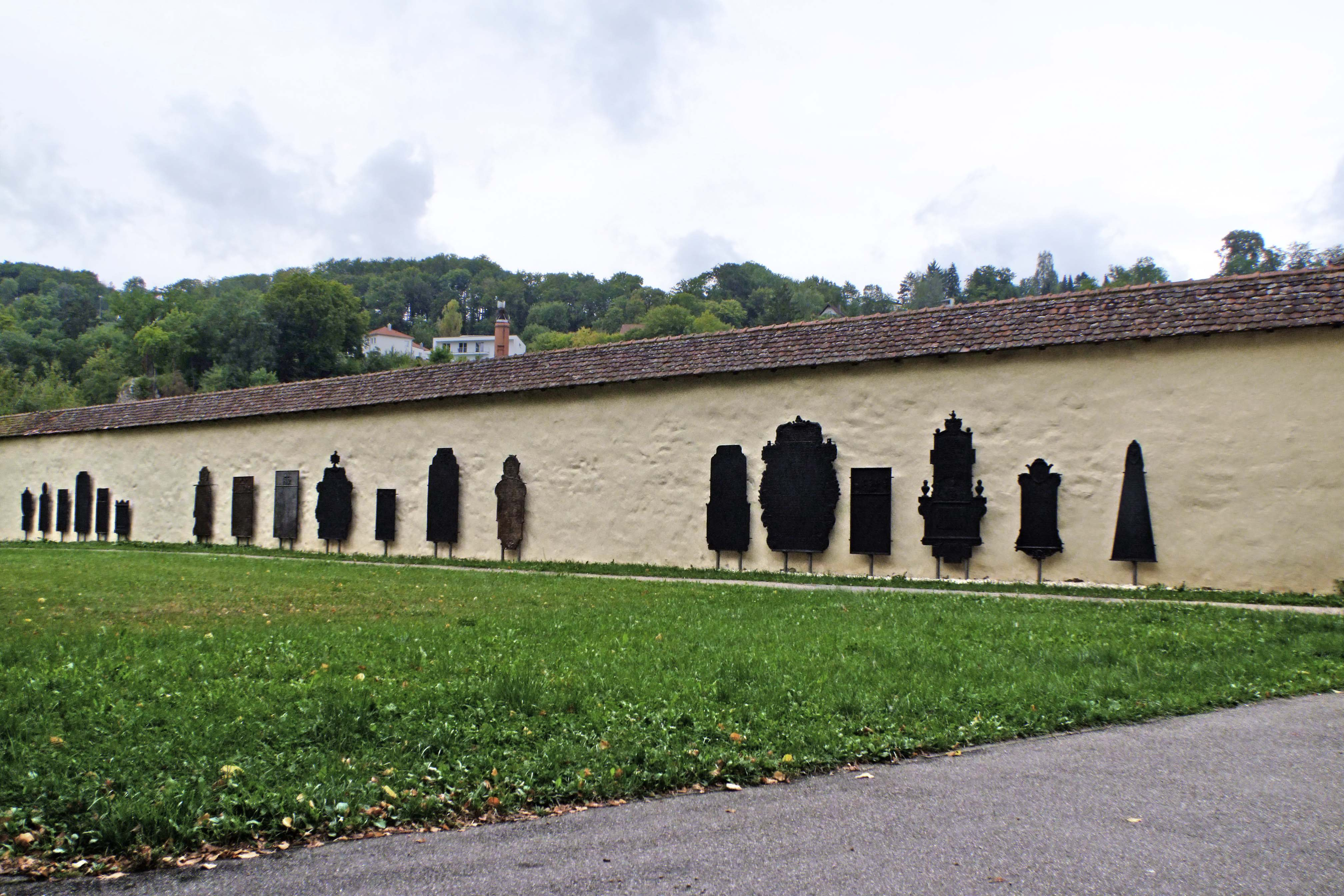
Le mur du monastère avec des épitaphes

Des bâtiments médiévaux, seulement le mur occidental est conservé. Dans le corps de garde se trouve un musée. Sont conservés aussi la maison du prélat de 1757 et un autre bâtiment administratif (Oberamtei) érigé vers 1700 avec la salle des princes.